# Luís Martins
Luís Carlos Ramos Martins (Lamego, 10 juni 1992) is een Portugees voetballer die bij voorkeur als linksback speelt. Hij verruilde in 2014 Gil Vicente voor Granada CF.

## Clubcarrière
Martins werd in 2011 door SL Benfica bij het eerste elftal gehaald. Op 2 november 2011 debuteerde hij voor Benfica in de groepsfase van de Champions League tegen FC Basel. Hij begon het seizoen 2012/13 bij het tweede elftal, dat op dat moment in de Segunda Liga speelde.
Benfica verkocht Martins in januari 2013 aan Gil Vicente, dat op dat moment in de Primeira Liga speelde.

## Interlandcarrière
Luís Martins kwam uit voor diverse Portugese nationale jeugdelftallen. Hij debuteerde in 2012 in Portugal -21.